# 제3회 KBS 프리미어 영화 페스티벌
제3회 KBS 프리미어 영화 페스티벌은 2007년 11월 4일에 열린 시상식이다.

## 수상 및 후보

### 상영작
- 다크 블루 - 다니엘 산체즈 알레발로
- 블라인드 가이 - 제임스 케치
- 낫싱 엘스 - 크리스티나 고다
- 컬링 러브 - 나카하라 슌
- 데니스 피 - 피터 쿠이퍼스
- 셰리베이비 - 로리 콜리어
- 섹슈얼 프렌즈 - 조엘 비에텔
- 우리 부모가 휴가를 떠난 해 - 까우 앙부르게르
- 쿵푸 프리즌 - 롭 슈나이더
- 킹 오브 쏘로우 - 참을 수 없는 슬픔 - 다미안 리
- 죽음의 씨앗 - 레지스 와그니어
- 보이즈 게임 - 클레멘트 버고
- 영광의 아이들 - 크리스티나 고다
- 친밀한 적 - 플로렝 에밀리오 시리
- 굿바이 만델라 - 빌 어거스트
- 드러머 - 케네스 비